# Stephan Huber (umělec)
Stephan Huber (1554, Ingolstadt–1619, Kostnice) byl jezuitský laický bratr a přední německý sochař a architekt. Patří mezi první významné umělce (tzv. koadjutory) jezuitského řádu.

## Život a dílo
Huber se narodil podle jednoho zdroje v Eglingu roku 1554 či 1556, podle jiného v Ingolstadtu. Huber se vyučil sochařem nejspíše v Augsburgu. Roky 1578 až 1583 strávil v Římě, posléze se vrátil a roku 1584 je zmiňován jako autor jedenácti vysokých terakotových figur pro nový kostel sv. Salvátora. Tato spirituální zkušenost jej nejspíše vedla ke vstupu do jezuitského řádu roku 1586. Jako novic vytesal v letech 1587-88 čtyřetážový hlavní oltář v Heilingen-Kreuz-Kirche v Lansbergu, který byl bez křídel. Roku 1592 vyrobil oltář všech svatých a s pomocí Caspara Freinsingera roku 1595 také hlavní oltář v Ingolstadtu, pro který vyřezal nejspíše jen sousoší Velké Kalvárie v retabulu, jelikož šlo o typologicky starší oltář s malovanými křídly. V kostele sv. Pavla v Regensburgu vytvořil roku 1595 oltář a byl nejspíše zapojen také do stavebních prací.
Stephan Huber byl autorem také hlavního oltáře v brněnském kostele Nanebevzetí Panny Marie z roku 1603, společně s řezbářem Emerichem Thurnem (?–1605). Huber byl v jezuitském prostředí velmi ceněn a jeho práce v rámci německé asistence (uskupení provincií) představovala nejmodernější a nejkvalitnější práci své doby. Z těchto důvodů jej pro stavbu brněnského oltáře žádal po několik let, a to až v Římě, kardinál František z Ditrichštejna.
Roku 1604 byl poslán do Kostnice, kde se podílel na plánování a výstavbě kostela Sv. Konráda, jehož vzhled je podobný kostelu v Regensburgu, a budovy koleje a gymnázia. Není však doloženo, že by zde vytvořil nějaké oltáře. Po dokončení kostela roku 1608 byl zaslán do Hall v Tyrolsku, kde v letech 1608–1610 postavil Allerheiligenkirche a roku 1612 vyřezal hlavní oltář a vyrobil další dekorace. Posléze přispěl u stavby noviciátu v Landbergu v letech 1612–15, kde mu asistoval bratr Jacob Kurrer (1585–1647). V Ochsenhausen naplánoval mezi lety 1613 a 1615 budovy nového kláštera. Zesláblý a vyčerpaný po mrtvici se roku 1616 vrátil do Kostnice kde zemřel. Žádné z Huberových sochařských děl se mimo jejich popisy a zmínky nedochovalo.